# くぁｗせｄｒｆｔｇｙふじこｌｐ
（有时英文也用半形）是日本網路用語之一，經常用於難以寫成擬聲詞的悲嗚或外語等，因此此詞亦沒有正確發音，但被人抽出當中三個平假名稱為。用於受驚嚇的動詞時也會被稱作。

## 由來

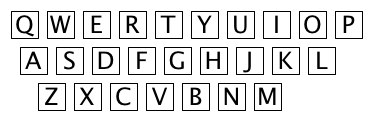
QWERTY鍵盤的英文部分。交替按下上面兩行就會出現「くぁｗせｄｒｆｔｇｙふじこｌｐ」。

此詞是在開啟日文輸入法時交替按下「qwertyuiop」和「asdfghjkl」行（即「qawsedrftgyhujikolp」）而出現，但可能因輸入法不同而不一樣，如使用ATOK則會出現。一般常見的輸入方法是把右手中指放在「Q」上，右手食指放在「A」上，然後按下並向右順勢移動，但有時會出現「失誤」而出現其他版本，如。輸入者也可能按下漢字轉換而變為等。
最初出現於2003年5月17日2ch的新聞速報板的討論串「如果在鍵盤第三行和第四行上用兩隻手指從左按的話」，當初更出現為甚麼總是會打出的話題。其後更被見於《電車男》書籍、漫畫、電影、電視劇中。

## 發音
儘管這一用語本身難以發音，但亦有作品中出現並讀出了這句話，如：
- 2010年播放的電視動畫《我的妹妹哪有這麼可愛！》有同名BGM。
- 2012年發售的Golden Bomber專輯《Golden Album》，收錄曲《Death Mental》（デスメンタル）的歌詞。
- 2016年播出的電視動畫《一拳超人》，第8話中閃電麥斯的台詞。
- 2018年播出的電視動畫《搖曳露營△》，第2話中志摩凜與齊藤惠那在SNS交流時的台詞。

## 外部連結
- http://kawaiworld.com/flash/fujiko/fujiko.html （页面存档备份，存于）
- http://www.ah-soft.com/images/products/musicmaker/omake/rizumu_voice01.zip （页面存档备份，存于）（音樂軟件Music Maker限定版jam band （页面存档备份，存于）的角色對白集，內含的一種發音）